# Монтебур, Арно
Арно́ Монтебу́р (фр. Arnaud Montebourg; род. 30 октября 1962 года) — французский политический и государственный деятель, министр экономики, роста производства и цифровых технологий (2012—2014 годы). Представитель левого крыла Социалистической партии.

## Биография

### Ранние годы
Арно Монтебур — сын Мишеля Монтебура, налогового агента из города Отён, и Лейлы Улд Кади (Leïla Ould Cadi) — уроженки Орана во Французском Алжире, преподавательницы испанского языка. В Алжире остались родственники Монтебура по матери — в 2016 году он навестил в Оране двоюродных сестёр Зору и Фариду и их мать Роху; дед — Баруди Улд Кади — умер в 1992 году.
Монтебур провёл детство в Фиксене (департамент Кот-д’Ор), изучал право в Дижонском университете.
В 1990 году стал адвокатом апелляционного суда в Париже.

### Политическая карьера (1997—2012)
В 1997 году начал политическую карьеру — был избран от Социалистической партии в департаменте Сона и Луара депутатом Национального собрания Франции. Впоследствии переизбирался, сохранив мандат до 2012 года, когда его округ был упразднён.
В 2007 году участвовал в президентской кампании Сеголен Руаяль.
В 2008 году на съезде Социалистической партии в Реймсе поддержал вместе с Бенуа Амоном кандидатуру Мартин Обри в борьбе за лидерство в партии, которая завершилась победой.
В 2008—2012 годах являлся председателем генерального совета департамента Сона и Луара.
В 2011 году боролся за выдвижение его кандидатуры от социалистов на президентских выборах 2012 года.

### Работа в социалистических правительствах (2012—2014)
В 2012 году назначен министром возобновления производства в правительстве Жана-Марка Эро.
31 марта 2014 года получил портфель министра экономики, роста производства и цифровых технологий в первом правительстве Мануэля Вальса. Критически относился к неолиберальному и прорыночному курсу правительства.
Стал инициатором правительственного декрета от 14 мая 2014 года (№ 2014—479), ограничивающего доступ иностранного капитала на предприятия стратегического значения. Декрет расширял сферу применения статьи R. 153-2 Валютного и финансового кодекса в редакции 2005 года, когда правительство Де Вильпена определило области, где иностранные инвестиции требовали разрешения властей с целью защиты национальных интересов.
25 августа 2014 года спровоцировал правительственный кризис, объявив о выходе из кабинета в знак несогласия с проводимой финансовой политикой жёсткой экономии, вследствие чего было сформировано второе правительство Вальса, где кресло Монтебура занял Эмманюэль Макрон. Наряду с Монтебуром правительство покинули министр народного просвещения, высшего образования и научных исследований Бенуа Амон и министр культуры Орели Филиппетти, также представлявшие левосоциалистическое крыло партии.

### Политическая деятельность после 2014 года
В 2016 году, решив бороться за выдвижение своей кандидатуры от Соцпартии на президентских выборах, Монтебур обнародовал программу Le Projet France (Проект Франция), в которой сочетались идеи Жана-Пьера Шевенмана 2002 года в защиту национального бюджетного суверенитета Франции и предложения Сеголен Руаяль 2007 года о социальном обновлении.
В январе 2017 года принял участие в организованных социалистами «праймериз левых», имевших целью выдвижение единого кандидата левых сил, заявив о намерении в первую очередь вывести из борьбы ставленника президента Олланда Мануэля Вальса, но с результатом 18 % голосов не смог выйти во второй тур голосования. Своих сторонников он призвал голосовать за занявшего первое место на праймериз Бенуа Амона.
В 2018 году вышел из Социалистической партии и объявил о прекращении политической карьеры.
В январе 2021 года стал соучредителем новой политической партии L’Engagement (Приверженность), прервав свою предпринимательскую деятельность в области производства мёда, мороженого и миндаля. По планам организаторов, к 15 марта новая структура должна была создать отделения в 85 из 100 французских департаментов.
4 сентября 2021 года Монтебур объявил о выдвижении свой кандидатуры на президентских выборах 2022 года. 19 января 2022 года в видеообращении объявил о снятии своей кандидатуры.

## Личная жизнь
В 2010 году была официально признана связь Монтебура с журналисткой Одре Пульвар, которая в 2012 году объявила о разрыве этих отношений.
В 2014 году Арно Монтебур женился на Орели Филиппетти, которая являлась министром культуры в правительстве Вальса. В сентябре 2015 года у них родилась дочь Жанна, но 3 марта 2017 года стало известно, что этот брак распался.